# Mario Szegedy
Márió Szegedy, né le 23 octobre 1960, est un mathématicien et informaticien hongrois. Il est professeur à l'université Rutgers et a obtenu son doctorat de l'université de Chicago sous la direction de László Babai et Jonas Simon. Il a obtenu le prix Gödel en 2001  pour ses travaux en théorie de la complexité autour du théorème PCP, et en 2005 sur les algorithmes de fouille de flots de données.